# رافل الظاهر
الدكتور رافل ظافر ألف اميركي من أصل عراقي الطبيب، الذي حكم عليه في 28 أكتوبر 2005، إلى 22 عاما في السجن بتهمة انتهاك العقوبات العراقي من خلال إرسال الأموال إلى العراق من خلال الجبهة محبته لمساعدة المحتاجين، والاحتيال، غسل الأموال والتهرب الضريبي، ومجموعة متنوعة من الجرائم غير العنيفة الأخرى. وكان هناك خمسة أشخاص آخرين، بينهم زوجته، أقروا بأنه مذنب في اتهامات بالفعل في اتصال مع هذه القضية.
ويعتقد أن الدكتور ظافر هو المواطن الأمريكي الوحيد الذي يسجن بتهمة انتهاك العقوبات المفروضة على العراق. قدم محاميه طلبا لإفراج عنه كما اتهم الحكومة الأمريكية مقاضاة ظافر بانتقائية بسبب عرقه أو دينه وخلفيته الثقافية.
في شباط 2005 وأدين ظافر 59 من أصل 60 تهمة. وكان ظافر تشغيل غير المسجلة (وغير المدققة) الخيرية «لمساعدة المحتاجين»، وكانت مرتبطة أكثر من تلك التهم إلى أن جمعية خيرية. وشملت الإدانات 59 :
لم تسجل 400,000 $ من ماله الخاص الذي ساهم في تمويل
استخدام جزء من الأموال التي تم جمعها لمساعدة المحتاجين انه لمصلحته
التحايل على قوانين ضد إرسال أموال إلى العراق، من دون رخصة
الاحتيال على الرعاية الطبية
في واحدة من عدد قليل من مقابلته وقال ظافر السجن الموقع الجديد الموحدة، «وهذا جزء من حملة ضد المسلمين والعرب».
NY اتحاد الحريات المدنية الأمريكية التي تدعي أن «غير ملائمة» مزاعم الإرهاب قبل إصدار الأحكام الطبيب ظافر Rafil إلى السجن.
Gewanter باري، المدير التنفيذي لفرع الوسطى في نيويورك [نيويورك اتحاد الحريات المدنية]، الذي يتابع القضية عن قرب وشكك علنا ما إذا كان الدكتور ظافر حصل على محاكمة عادلة وقال:
«د. ظافر إنشاء مؤسسة خيرية تسمى لمساعدة المحتاجين، والتي ذكرت القصد منه توفير الغذاء والدواء وغيرها من برامج دعم للأشخاص الذين يعانون من العقوبات. تم توجيه الاتهام إلى الحكومة الأساسية الرئيسي ضده بأنه انتهك القانون IEEPA دعا، في حالات الطوارئ الاقتصادية الدولية قانون الصلاحيات، وهو كيف يمكن لرئيس يفرض عقوبات اقتصادية ضد بلد عقوبات. هذا القانون يقول انه لا يمكن إرسال الأموال إلى بلد عقوبات، ومن أجل إرسال مساعدات إنسانية، يجب أن تكون مؤسسة خيرية وافق وافق الشحنات. اقترح شهادته في المحاكمة ان الدكتور ظافر لم يذهب من خلال تلك القنوات، لأنه كان يشعر بالقلق من أن أي مادة التي تم إرسالها إلى العراق لبرنامج النفط مقابل الغذاء سيكون في نهاية المطاف في جيوب صدام. وكان يريد المساعدة للوصول إلى الناس الذين كانوا محتاجين حقا، لأنه يشعر بقلق بالغ إزاء المعاناة».
«اضطر كل واحد من المتهمين الخمسة على الشهادة ضده، بما في ذلك زوجته، في مقابل الحصول على الاختبار أو تخفيضها أ -- توصية لتخفيف العقوبة»
الرعاية الطبية تهمة الاحتيال
«كانت هناك اتهامات بغسل الأموال والتهرب من الضرائب والاحتيال الإلكتروني والأسلاك، ولكن أيضا الاحتيال ميديكير. كانت زوجته مدير مكتبه في الفواتير الطبية. وفي سياق التحقيق، وجدوا أنه ذهب في الخارج وبدأت تبحث في الفواتير الطبية له. وهناك حوالي 15 ٪ الفرق في الفواتير الطبية التي هي مربكة جدا، ولكن عندما الطبيب خارج المكتب، وهو طبيب الأورام، من منصبه الذي يوفر العلاج الكيميائي. اتهامهم 15 ٪ أقل إذا ممرضة تدير العلاج الكيميائي عند الطبيب ليس في المكتب و 15 ٪ أكثر عندما يكون في المكتب. واتهم بالتآمر مع زوجته معه لانتهاك هذه القواعد ميديكير».
انتقائية إنفاذ
«لدينا بعض الناس من منطقة سيراكيوز التي ذهبت مع أصوات في البرية إلى العراق. هؤلاء الأفراد ومنظمة أصوات في البرية لم يحصل على رفع دعوى جنائية ضدهم. بدلا من ذلك، فرضت الحكومة غرامات فقط. تصورنا هو ان الشعب الوحيد الذي تحصل على رفع دعوى جنائية ضدهم يميلون إلى أن يكونوا مسلمين والعرب. ان هذا يثير تساؤلات حول تطبيق انتقائي».
وقال دينيس هاليداي، السابق للأمم المتحدة منسق الشؤون الإنسانية في العراق (1997-1998)، في ما يخص قضية الدكتور ظافر في:
«أنا مذهول تماما لي هذه المعلومات. أعني، هو وضع فظيع، خصوصا وأننا ناقشنا مجرد خرق وزارة الخارجية الخاصة به أو عقوبات الأمم المتحدة لتصل قيمتها إلى 10 مليارات دولار، مما يسمح صدام حسين لتصدير النفط واستيراد في نفس الوقت، ونحن الآن 'إعادة محاكمة عراقية أمريكية؟ انه أمر لا يصدق».
بعد اعتقاله، في فبراير 2003، وتتميز كل من المدعي العام جون اشكروفت وولاية نيويورك باتاكى محافظ ظافر بأنه «ارهابي مشتبه به». اختار الادعاء بعدم وضع أي اتهامات بارتكاب جرائم تتعلق بالإرهاب.
محامي الدفاع Devereaux Cannick، اعترض على مذكرة الحكم التي تضمنت اتهامات للعلاقات الإرهاب، على أساس أن النيابة العامة قد وجهت اتهامات لا للإرهاب لأنهم يشتبه أنهم لا يملكون ما يكفي من أدلة دامغة تثبت لهم.
استغرق مجتمعه دفاعه: «الدكتور ظافر، كان في المجتمع لأكثر من 20 عاما. انه طبيب الأورام. انه ينقذ الحياة. هذا وظيفته. وظيفته هي لإنقاذ حياة هنا في هذا البلد. وقال انه يساعد الكثير من الناس في المجتمع هنا. والقى الطلاب القروض. قدم قروضا لأشخاص مجانا الفائدة. لم يسبق له ان اتهم بنس واحد...»
اعتبارا من عام 2007، والدكتور ظافر هو في وحدة إدارة الاتصالات (CMU) في تير هوت، انديانا.
وقدم استئنافا إلى محكمة استئناف الولايات المتحدة للدائرة الثانية. وقدمت الحجج الشفوية في 28 آب، 2008. حكم ما يقرب من عام في وقت لاحق، في 18 آب 2009، أيدت محكمة الاستئناف الإدانة الدكتور ظافر، لكنه أخلى عقوبته وحبسه لمحكمة المقاطعة لresentencing [6] نداء المحكمة العليا يتوفر قبل resentencing.